# Ludwik Baar
Ludwik Ksawery Baar (ur. 25 maja 1892 we Lwowie, zm. 15 kwietnia 1963 w Londynie) – polski doktor praw, adwokat, major Wojska Polskiego.

## Życiorys
Ludwik Baar urodził się 25 maja 1892 we Lwowie. Był synem Ludwika, pracującego w zawodzie kolejarza na stanowisku mistrza placu na dworcu we Lwowie. Miał siostrę Marię (także uczestniczka obrony Lwowa z 1918, po mężu Butler). W 1910 zdał egzamin dojrzałości w C. K. IV Gimnazjum we Lwowie. Ukończył studia prawnicze i w maju 1917 otrzymał stopień doktora na Wydziale Prawa Uniwersytetu Lwowskiego.
Podczas I wojny światowej został powołany do służby w C. K. Armii, przebywał na froncie włoskim, gdzie z uwagi na złamanie nogi w 1916 został uznany za niezdatnego do służby, po czym wiosną 1917 został odkomenderowany do służby w żandarmerii polowej na obszarze Wołynia, pod koniec 1917 przeniesiony na stanowisko szefa bezpieczeństwa i dowódcy żandarmerii polowej w komendzie okręgowej w Zamościu, a na wiosnę 1918 został mianowany adiutantem komendanta żandarmerii polowej w IV Generalnej Komendzie we Lwowie. Pod koniec września 1918 został zwolniony ze służby wojskowej celem podjęcia studiów. U kresu wojny w listopadzie 1918 został przyjęty do Wojska Polskiego jako były oficer armii austriackiej w stopniu porucznika i uczestniczył w obronie Lwowa w 1918 w trakcie wojny polsko-ukraińskiej. 3 listopada 1918 zgłosił się do stojącego na czele wojsk polskich, kpt. Czesława Mączyńskiego, od którego otrzymał polecenie zorganizowania służby bezpieczeństwa w postaci polskiej Milicji Wojskowej, którą wkrótce prężnie sformował skupiając ok. 200 ochotników, został komendantem (formalnie działającej od 6 listopada, jego stałym zastępcą został por. Feliks Zbigniew Machnowski), a jej komendę ulokował w budynku Szkoły Realnej przy ul. Szymonowiczów. Po zakończeniu walk z Ukraińcami, wskutek przemianowania Milicji Wojskowej na Lwowski Batalion Wartowniczy, potem na batalion wartowniczy I/6 (pp), pozostawał jego dowódcą do 24 stycznia 1919, wówczas zastąpiony przez ppłk. Karola Schultis-Rzepeckiego, po czym był zastępcą kolejnego dowódcy, płk. Wacława Fary, pełniąc jednocześnie stanowisko dowódcy 2 kompanii, a od kwietnia 1919 także funkcję sędzie śledczego i kierownika sądu dowództwa miasta i placu we Lwowie. Był autorem wspomnień, wydrukowanych jako rozdział pt. Milicja Wojskowa w obronie Lwowa w książce zatytułowanej Obrona Lwowa. 1-22 listopada 1918. Tom 2. Źródła do dziejów walk o Lwów i województwa południowo-wschodnie 1918-1920. Relacje uczestników (1993). 
Później został awansowany na stopień kapitana rezerwy piechoty ze starszeństwem z dniem 1 czerwca 1919. W latach 20. był oficerem rezerwy 4 pułku Strzelców Podhalańskich w Cieszynie. W maju 1933 został wybrany członkiem zarządu Okręgu V Związku Rezerwistów. W 1934 w stopniu kapitana był oficerem rezerwowym 5 dywizjonu żandarmerii i pozostawał wówczas w ewidencji Powiatowej Komendy Uzupełnień Kraków Miasto.
W 1930 został wpisany na listę adwokatów w Krakowie w Okręgu Izby Adwokackiej w Krakowie. Do końca II Rzeczypospolitej był adwokatem w Krakowie, przypisany do adresów: ul Smoleńsk 19 (1932, 1933, 1934), ul. Józefa Piłsudskiego 9 (1939). 28 grudnia 1923 został członkiem powołanego w Krakowie z inicjatywy PZPN komitetu, optującego na rzecz wysłania reprezentacji Polski w piłce nożnej w składzie polskiej ekipy na Letnie Igrzyska Olimpijskie 1924 w Paryżu. Przed 1938 był jednym z pokrzywdzonych wśród osób (adwokaci, lekarze, dentyści) atakowanych dewastacjami o charakterze antysemickim, wywieszka jego kancelarii prawniczej przy ul. J. Piłsudskiego została raz zerwana, a za drugim razem zamalowana, zaś po incydentach zapewniał, iż akty te były nieuzasadnione, jako że mimo niepolskiego nazwiska – pochodził ze starej polskiej rodziny z Małopolski Wschodniej, znanej głównie we Lwowie.
Po zakończeniu II wojny światowej przebywał na emigracji w Wielkiej Brytanii. Do końca życia pozostawał w stopniu majora. Zmarł 15 kwietnia 1963 w Londynie. Został pochowany na tamtejszym Cmentarzu North Sheen.

## Ordery i odznaczenia
- Krzyż Kawalerski Orderu Odrodzenia Polski (3 maja 1961, za zasługi w długoletniej pracy śpiewaczej)[29]
- Krzyż Walecznych[9]
- Złoty Krzyż Zasługi[9]
- Medal Niepodległości (19 czerwca 1938, za pracę w dziele odzyskania niepodległości)[30]
- Krzyż Obrony Lwowa[9]
- Odznaka Honorowa „Orlęta”[9]